# Agrostis sandwicensis
Agrostis sandwicensis är en gräsart som beskrevs av Friedrich Hermann Gustav Hildebrand. Agrostis sandwicensis ingår i släktet ven, och familjen gräs.
Artens utbredningsområde är Hawaii. Inga underarter finns listade i Catalogue of Life.

## Bildgalleri

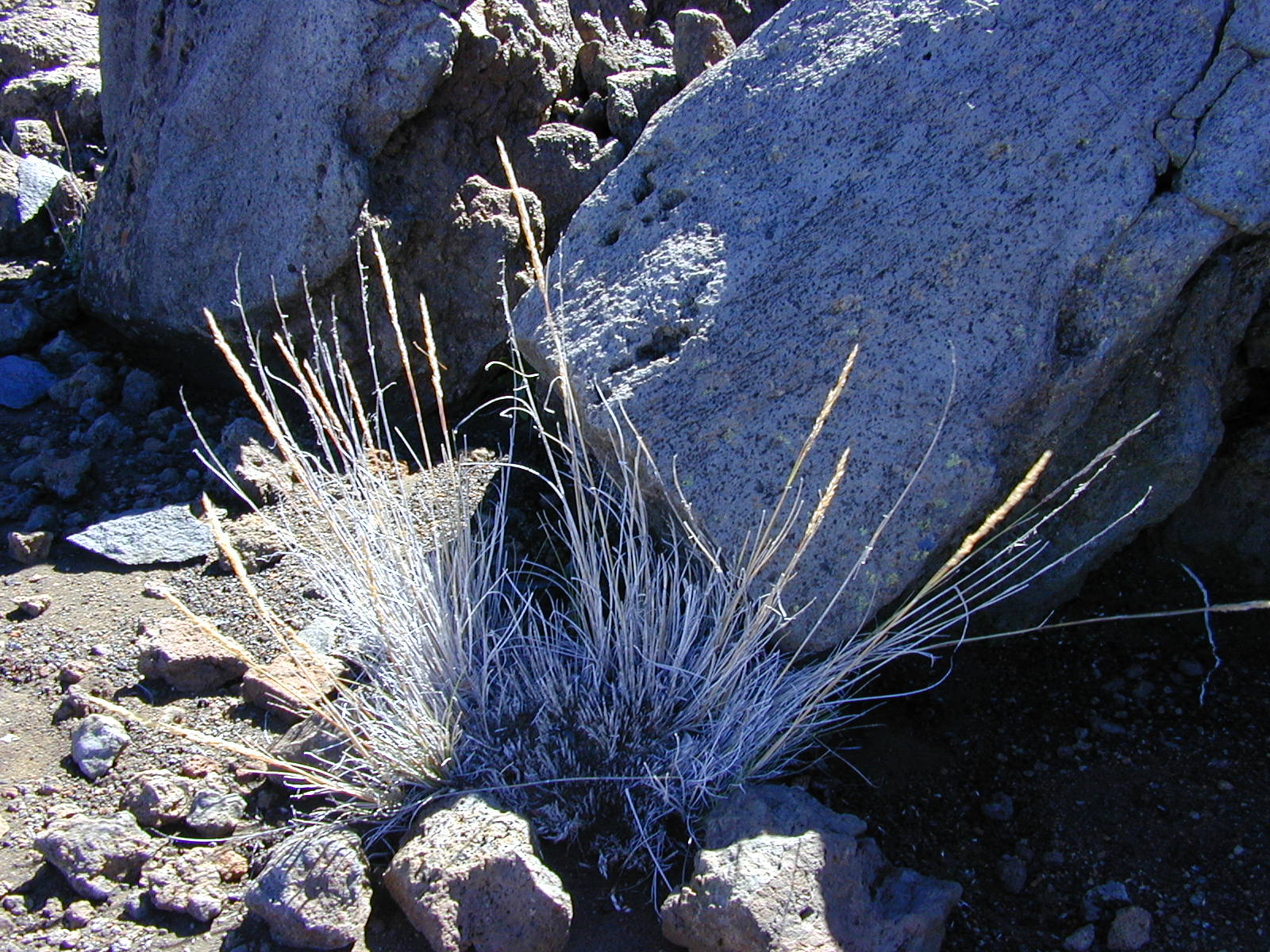
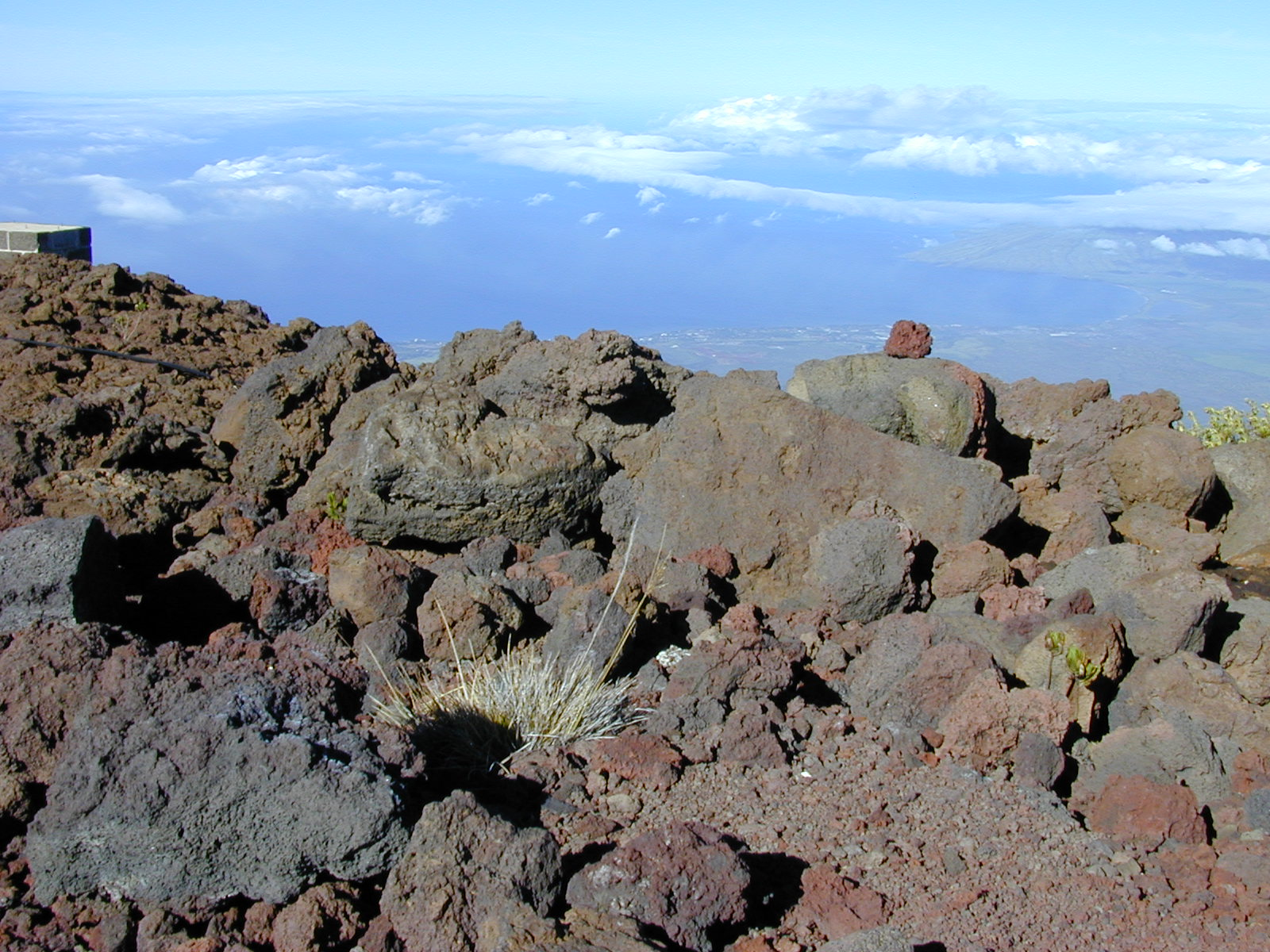
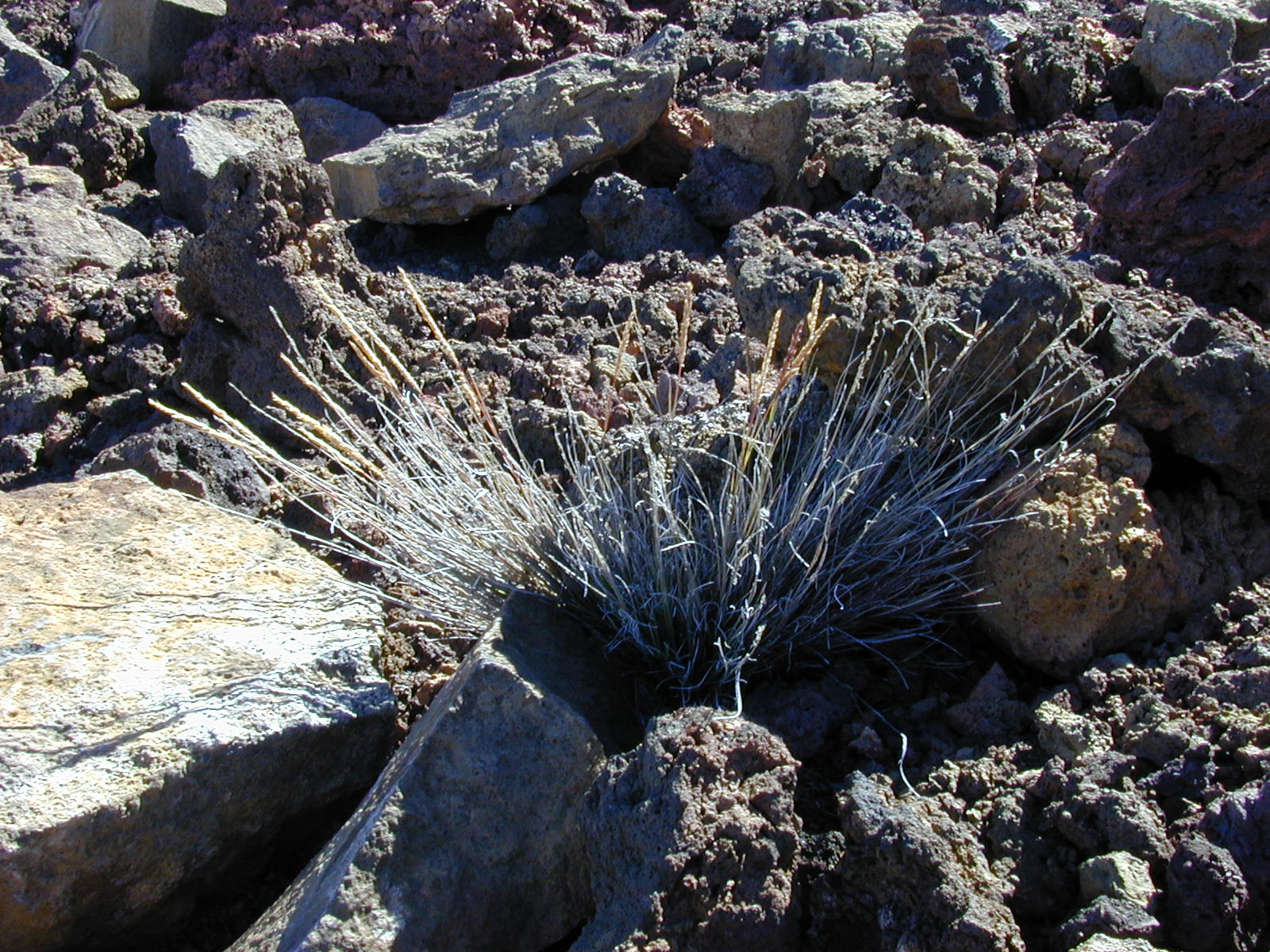
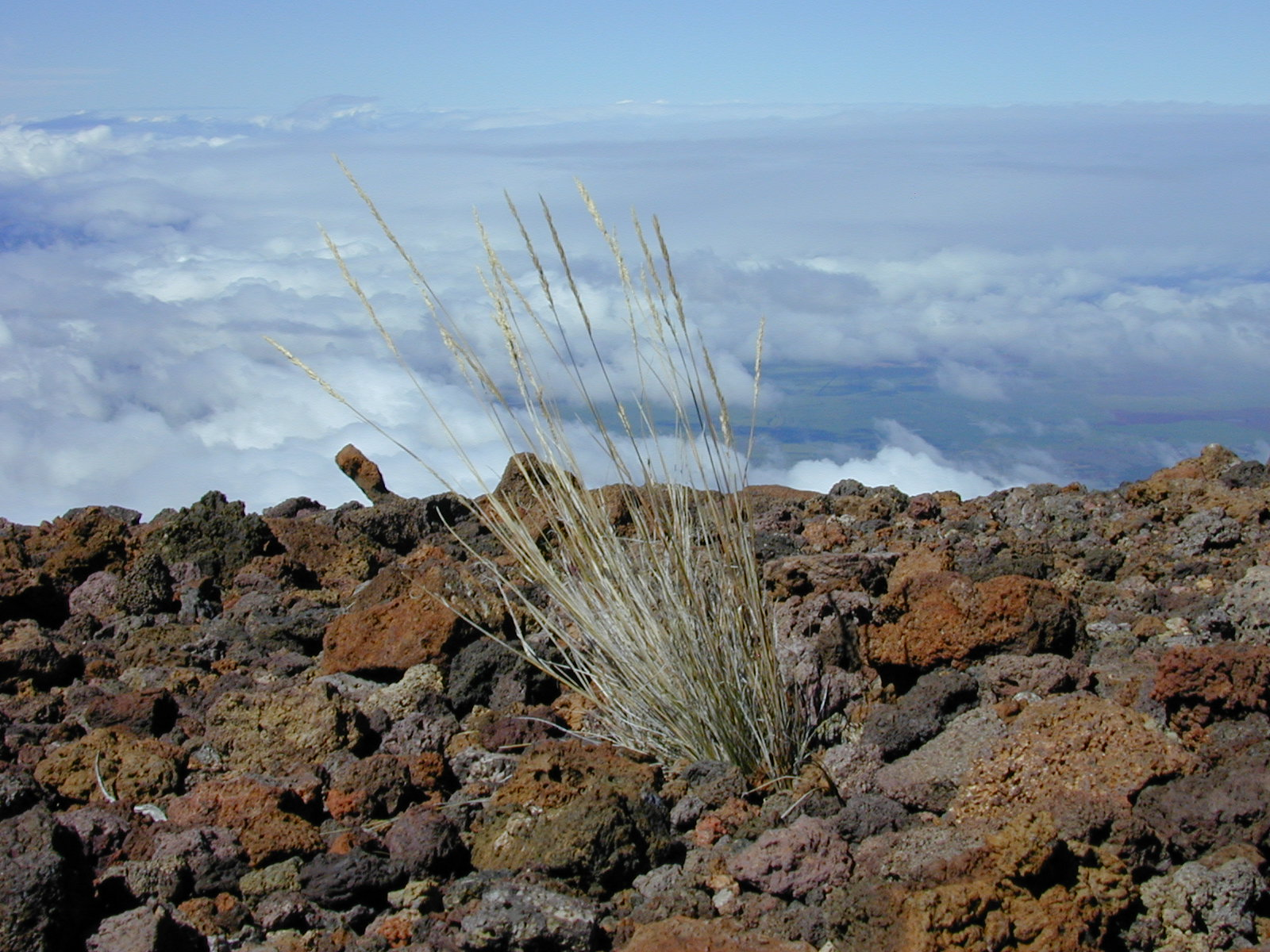